# Hiro Takahaši
Hiro Takahaši (高橋ひろ, Takahashi Hiro) se narodil 10. srpna, 1964 a zemřel 4. listopadu, 2005. Byl to japonský zpěvák, textař a skladatel.

## Biografie
Takahaši začal svoji kariéru v roce 1984 při vstupu do skupiny POPSICLE. V roce 1987 se připojil ke skupině Tulip, aby tak začal svoji profesionální hudební kariéru. Takahaši hrál velkou roli při vývoji kapely, neboť jim také napsal několik hitů.
Po rozpadu kapely Tulip v roce 1989 se vrátil do skupiny POPSICLE. V roce 1993 začal sólo indie kariéru a sepsal dvě ending theme (ED) k anime s názvem Velká zkouška:
- Taiyō Ga Mata Kagayaku Toki (Když Slunce Opět Svítí)
- Unbalance na Kiss o shite (Nevyvážené Polibky)

Později se více zaměřoval na kariéru skladatele a tak složil nespočetné množství soundtracků k anime, TV seriálům, rádiu a divadlu.
V roce 2005 ve věku 41 let Takahaši zemřel na tumor a mnohonásobné selhání orgánů.

## Diskografie

### Album
- Kimi ja Nakerya Iminaine (君じゃなけりゃ意味ないね) (19. listopadu, 1993)
- Welcome To Popsicle Channel (18. listopadu, 1994)
- New Horizon (17. listopadu 1995)
- Great Big Kiss (11. listopadu 2000)

### Singly
- Itsumo Jōkigen (いつも上機嫌) (19. listopadu, 1993)
- Unbalance na Kiss o shite (アンバランスなKissをして) (17. prosince, 1993)
- Kimi ja Nakerya Imi Ga Naine (君じゃなけりゃ意味がないね) (18. února, 1994)
- Taiyō Ga Mata Kagayaku Toki (太陽がまた輝くとき) (17. června 1994)
- Kuchibiru Ga Hodokenai (くちびるがほどけない) (21. června 1995)
- Shiawase no Pilot (しあわせのパイロット) (1. listopadu 1995)
- Soda Fountain (1. října 1998)
- Nazenani Kimi no Daizukan (なぜなに君の大図鑑) (23. března 2002)
- Karei Naru One Step (華麗なるone step) (16. září, 2002)
- Hohoemi no Bakudan (微笑みの爆弾) (zpěvačka: Matsuko Mawatariová)/Unbalance na Kiss o shite/Taiyō Ga Mata Kagayaku Toki (1. června, 2005) – přenahraná verze